# Josef P. Wagner
Josef Peter Wagner (* 28. Juli 1985) ist ein österreichischer Filmproduzent und Filmeditor. Wagner lebt und arbeitet in Wien. Er ist Teil des Medienkollektivs Traum & Wahnsinn, einem Zusammenschluss mehrerer Filmschaffender.

## Leben
Seine Kindheit verbrachte Wagner in Molln (Oberösterreich). Er absolvierte später die Bundeshandelsakademie in Kirchdorf an der Krems und maturierte ebenda. Nach seiner Reifeprüfung belegte er an der Universität Wien das Fach Medieninformatik. Das Studium schloss er nicht ab, sondern widmete sich dem Film.

## Filmografie
- 2011: Whisp
- 2011: Zeitlos
- 2012: First Sight
- 2013: Grenzwache
- 2013: monochrom: 23 Works (Schnitt)
- 2013: Jugendschutz DVD
- 2014: Die Gstettensaga: The Rise of Echsenfriedl (Schnitt)
- 2014: White Rose Red
- 2015: Sommer in Wien
- 2016: Traceroute